# Daniel Górak
Daniel Górak (ur. 9 października 1983) – polski tenisista stołowy. Reprezentant kadry Polskiej, olimpijczyk z Rio de Janeiro (2016). Były zawodnik kilkukrotnie tytułowanego Mistrza kraju polskiego klubu tenisa stołowego KS Bogoria Grodzisk Mazowiecki. Obecnie reprezentuje barwy PKS Jarosław Kolping. Pięciokrotny Mistrz Polski w grze pojedynczej. 

## Osiągnięcia
- 7-krotny Drużynowy Mistrz Polski 2008, 2009, 2010, 2012, 2014, 2017 i 2020
- Brązowy medalista US Open w Stanach Zjednoczonych 2019
- Srebrny medalista Mistrzostw Europy w tenisie stołowym w grze podwójnej w 2016 w parze z Jakubem Dyjasem[1].
- 6-krotny Drużynowy Wicemistrz Polski 2002, 2003, 2011, 2013, 2015 i 2018
- Mistrz Polski w grze pojedynczej w 2010, 2013, 2014, 2015 i 2017
- Mistrz Polski w grze podwójnej z Robertem Florasem 2013
- 2-krotny Mistrz Polski w grze podwójnej z Jakubem Dyjasem 2016 i 2017
- 2-krotny Mistrz Polski w grze mieszanej z Xu Jie w 2008 i 2010
- 2-krotny Mistrz Polski w grze mieszanej z Magdaleną Cichocką w 2003 i 2007
- 3-krotny srebrny medalista Mistrzostw Polski w grze pojedynczej w 2003, 2005 i 2007
- 3-krotny brązowy medalista Mistrzostw Polski w grze pojedynczej w 2004, 2008 i 2012
- Srebrny medalista Mistrzostw Polski w grze podwójnej z Robertem Florasem w 2010
- Brązowy medalista Mistrzostw Polski w grze podwójnej z Jakubem Dyjasem w 2018
- Brązowy medalista Drużynowych Mistrzostw Europy z reprezentacją Polski w 2007
- 3-krotny mistrz Francji z zespołem Garde du Voeu Hennebont w 2005, 2006 i w 2007
- Mistrz Europy juniorów w grze pojedynczej w 2001
- Mistrz Europy juniorów w grze podwójnej w 2001
- 2-krotny Mistrz Europy Juniorów w turnieju drużynowym (razem z Godlewskim, Bartoszem Suchem, Jakubem Kosowskim  i Matuszewskim) w 1999 i 2000
- Srebrny medalista Międzynarodowych Mistrzostw Słowacji Kadetów w grze pojedynczej w 1999
- Międzynarodowy Mistrz Polski Kadetów w grze pojedynczej w 1998